# Jüdische Friedhöfe (Bocholt)
Drei jüdische Friedhöfe wurden seit dem frühen 18. Jahrhundert auf dem Gebiet der nordrhein-westfälischen Stadt Bocholt im Kreis Borken eingerichtet, von denen heute nur noch einer existiert.

## Friedhof Ostenmauer
Von etwa 1700 bis 1810 diente dieser Friedhof der jüdischen Gemeinde als Ort, wo sie ihre Verstorbenen bestatten konnten. Er lag vor der Stadtmauer an der Ostmauer.

## Alter Friedhof
Der an der Straße Auf der Recke gelegene, 3.606 m² große Friedhof wurde von 1810 bis 1940 von der jüdischen Gemeinde genutzt. Die erste Bestattung fand im Jahre 1822 statt.
Im Jahre 1940 wurde er zwangsweise aufgelöst. Polnische Kriegsgefangene wurden für die Umbettungen zum Neuen Friedhof zwangsverpflichtet.

## Neuer Friedhof

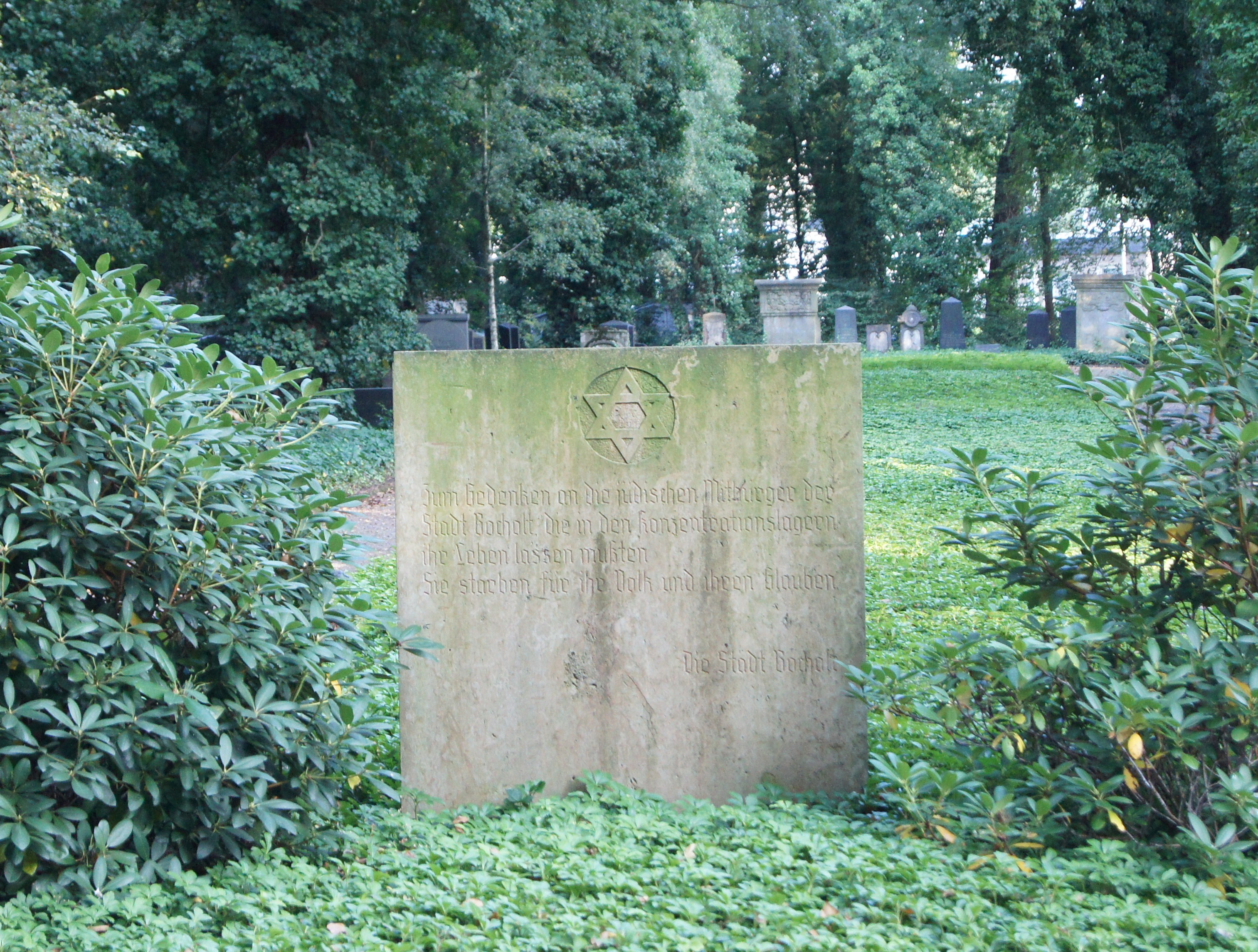
Jüdischer Friedhof in Bocholt

Der 3.543 m² große Friedhof an der Vardingholter Straße dient seit 1940 der jüdischen Gemeinde als Beth Olam (Haus der Ewigkeit).
Die heute noch existierenden 94 Grabsteine stammen vom Alten Friedhof. Betroffen von der Umbettungsaktion waren 126 Verstorbene.
Das Grab der 1927 verstorbenen Sara Cleffmann stammte von dem jüdischen Friedhof in Rhede.

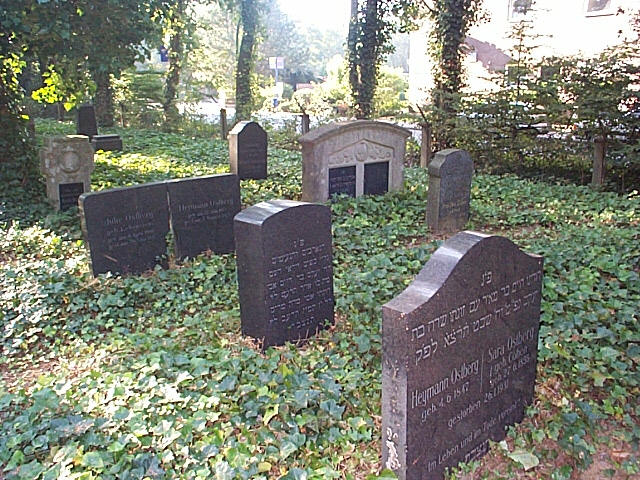
Grabsteine, jüdischer Friedhof Bocholt

Die auf diesem Friedhof ebenfalls bestattete sowjetischen Kriegsgefangenen wurden in einer weiteren Umbettungsaktion im Jahre 1964 auf dem russischen Kriegsgräberfriedhof überführt.